# Bicchulita
La bicchulita és un mineral de la classe dels silicats. Rep el nom per Bicchu (també conegut com a Bitchu, Bitcho-Cho i Bicchu-Cho), a la Prefectura d'Okayama (Japó), on es troba la localitat tipus.

## Característiques
La bicchulita és un silicat de fórmula química Ca₂(Al₂SiO₆)(OH)₂. Cristal·litza en el sistema isomètric. És un mineral dimorf de la kamaishilita.
Segons la classificació de Nickel-Strunz, la bicchulita pertany a «09.FB - Tectosilicats sense H₂O zeolítica amb anions addicionals» juntament amb els següents minerals: afghanita, bystrita, cancrinita, cancrisilita, davyna, franzinita, giuseppettita, hidroxicancrinita, liottita, microsommita, pitiglianoïta, quadridavyna, sacrofanita, tounkita, vishnevita, marinellita, farneseïta, alloriïta, fantappieïta, cianoxalita, balliranoïta, carbobystrita, depmeierita, kircherita, danalita, genthelvita, haüyna, helvina, kamaishilita, lazurita, noseana, sodalita, tsaregorodtsevita, tugtupita, marialita, meionita i silvialita.

## Formació i jaciments
Va ser descoberta a la mina Fuka, a la ciutat de Bicchu-cho, dins la Prefectura d'Okayama (Regió de Chugoku, Japó). També ha estat descrita en un parell d'indrets de la prefectura d'Iwate, així com als Estats Units, Turquia i Irlanda del Nord.